# Slottet, Tanums kommun

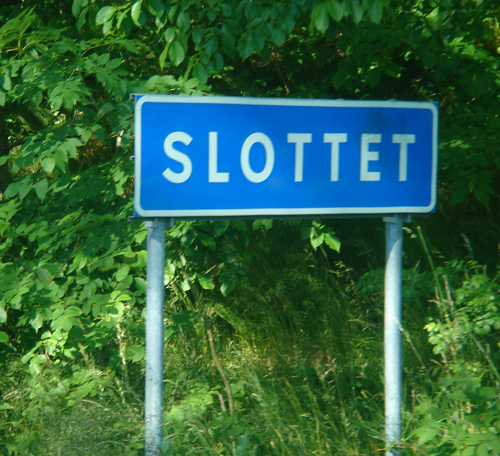
Orten heter Slottet!

Slottet är ett litet kustsamhälle i Tanums kommun, i Bohuslän, Västra Götalands län. Bebyggelsen ingår till större delen i småorten Tegelstrand och Vassviken
Slottet ligger några km söder om Hamburgsund, just innanför Hamburgös sydspets. Samhället har fått sitt namn av att det ligger vid foten av det berg, Slottsberget, där Hornborgs slottsruin finns på toppen. Samhället är helt inklämt på en smal strandremsa mellan Slottsberget i norr och Galgeberget i sydost.
Strax söder om Slottet ligger ytterligare ett litet samhälle, Tegelstrand. Norr om Slottsberget finns Hornbore by, en levande vikingaby, öppen för besök sommartid.